# شارع الواجهات (البتراء)

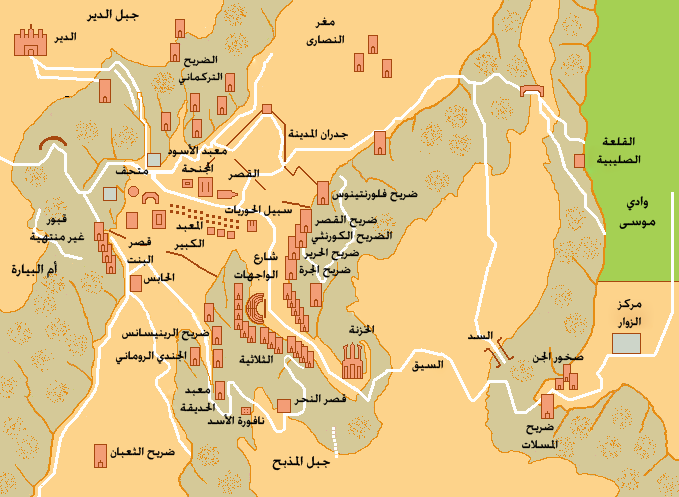
خريطة مدينة البتراء الأثرية، حيث شارع الواجهات.

شارع الواجهات هو طريق أثري يعود تاريخه إلى فترة حكم مملكة الأنباط. يقع داخل المحمية الأثرية في مدينة البتراء، جنوب الأردن. يمكن الوصول إليه بعد اجتياز الخزنة، حيث يبدأ السيق بالاتساع تدريجياً إلى أن يصل إلى منطقة مفتوحة. يقع على جانبيّ الطريق عدد من واجهات المدافن النبطية المزينة بالمسننات والكورنيشات والأدراج المقلوبة. بعض هذه الواجهات دمرت من خلال العوامل الطبيعية. وربما تعود هذه الواجهات إلى موظفين كبار في الدولة أو بعض الأمراء.  كما يُعتقد بأن هذه الصفوف من الاضرحة ذات النقوش المعقدة من أصل آشوري.

## التخطيط
لقد بُنيت مباني البتراء وفق مخطط المدينة العام، حيث تأثر تخطيط الشارع الرئيس بمخطط المدينة الرومانية. إذ أن الشارع يكاد يقسم المدينة إلى نصفين، وهو يحاذي الوادي مما اضطر المهندس النبطي لبناء بعض القنوات تحت أرض الشارع. وكذلك العبارات والأقواس الحجرية التي ترتفع عن سيل الوادي في فصل الشتاء. وما يزال بالإمكان ملاحظة بعض آثار هذه المرافق في الشارع الرئيسي بعد الانتهاء من ساحة الخزنة. ويؤدي شارع الواجهات إلى مسرح المدينة، والذي بناه الأنباط بالأصل وكان يتسع لحوالي 7,000 شخص، ثم وسعه الرومان واستعملوه.

## جاليري

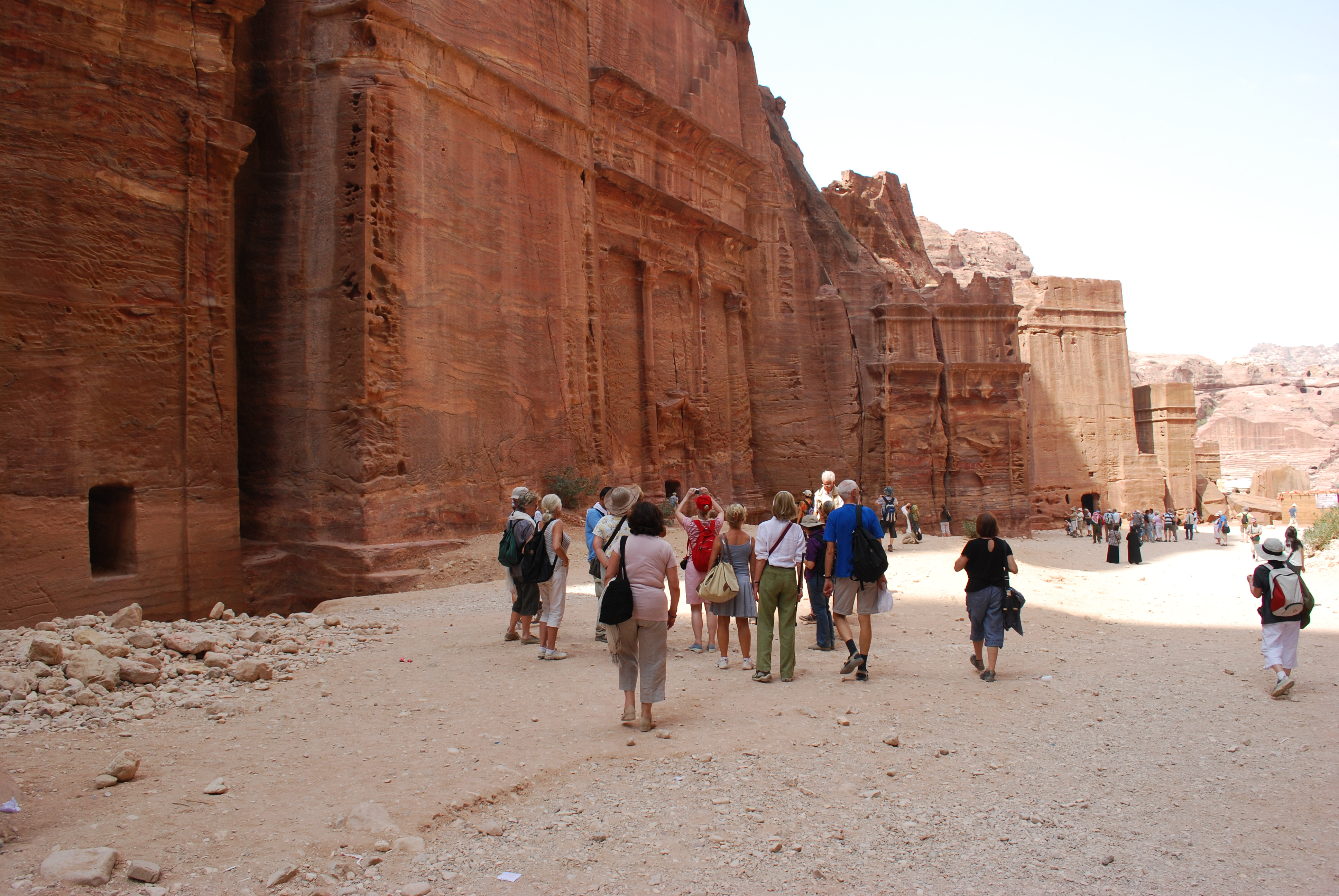
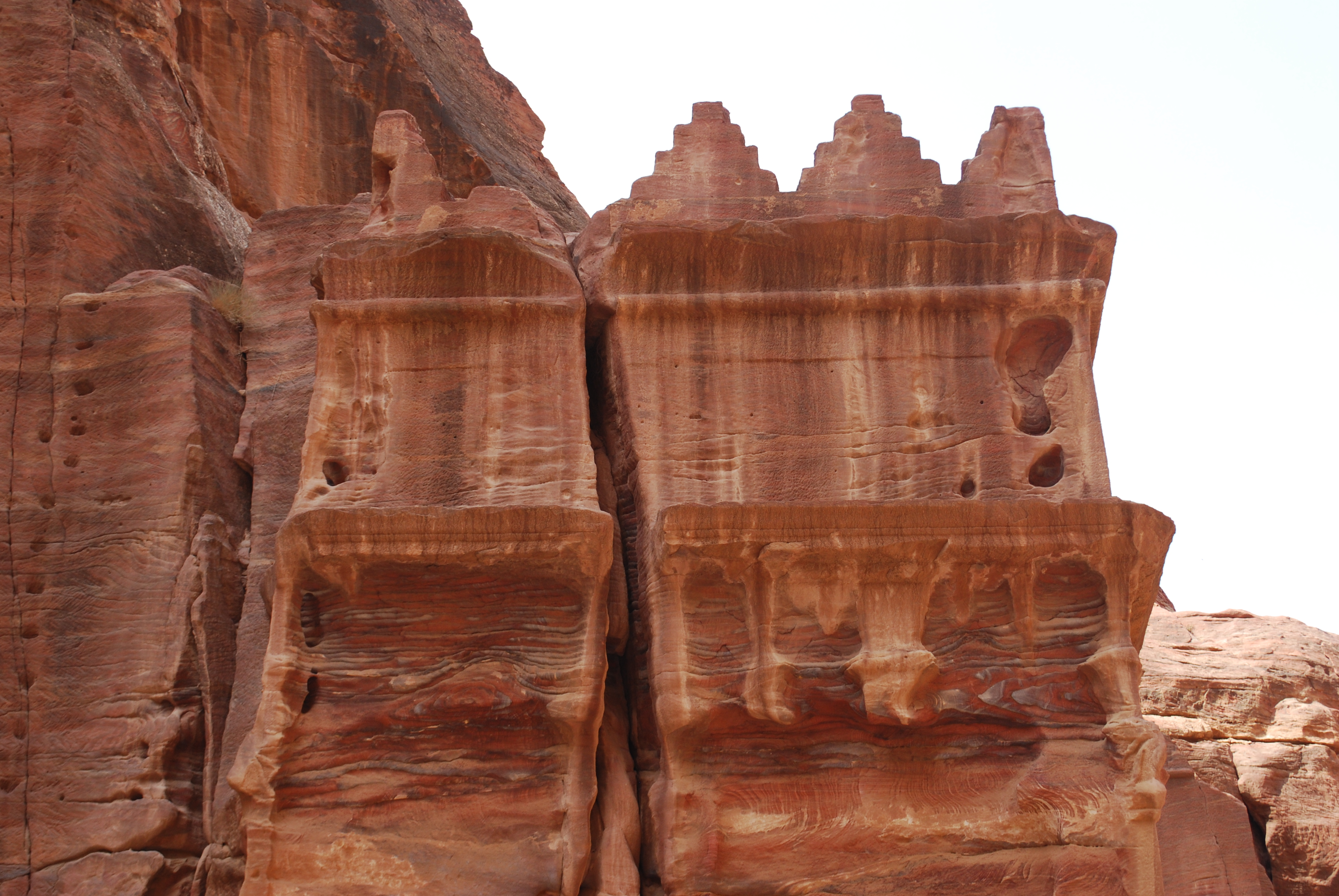
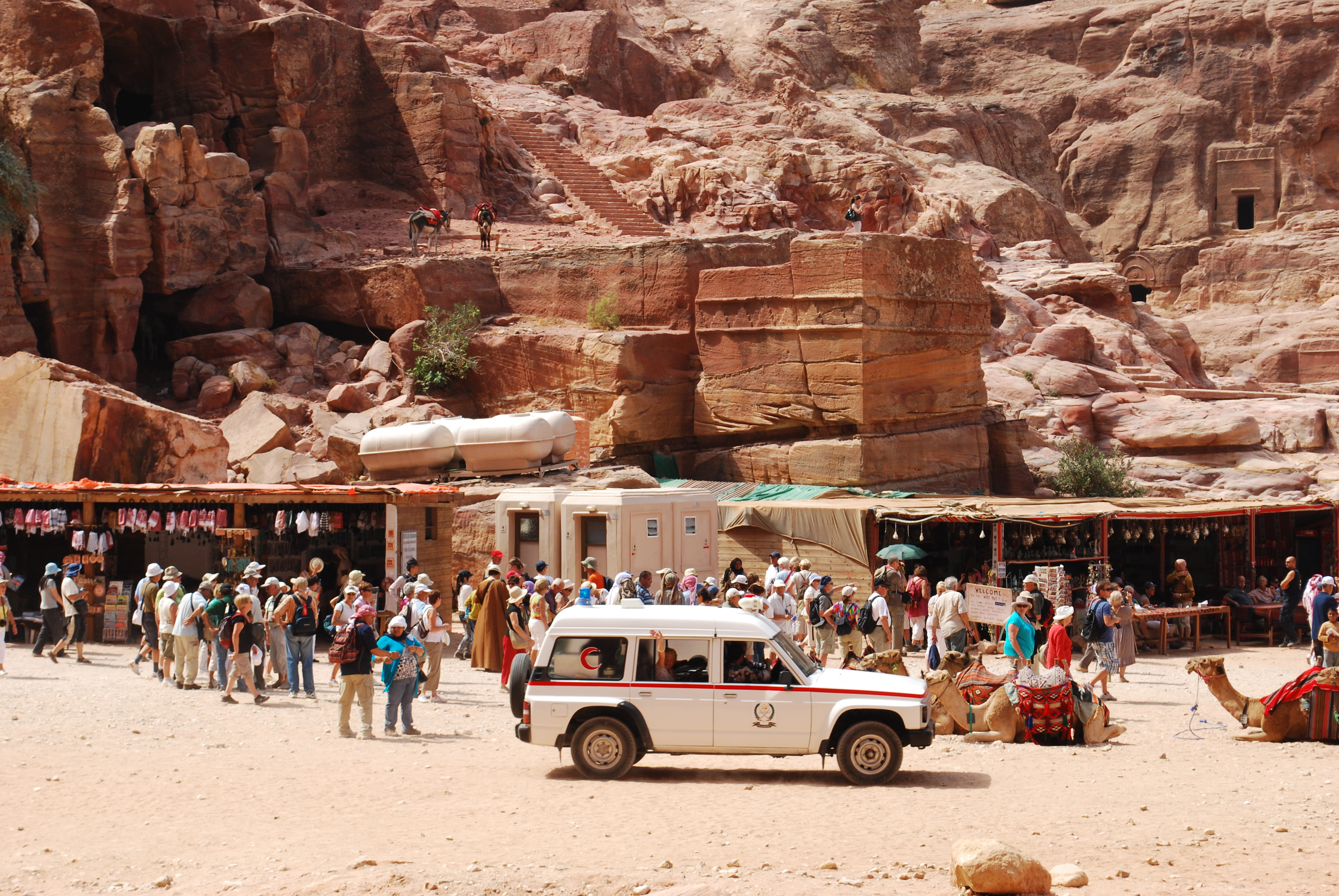
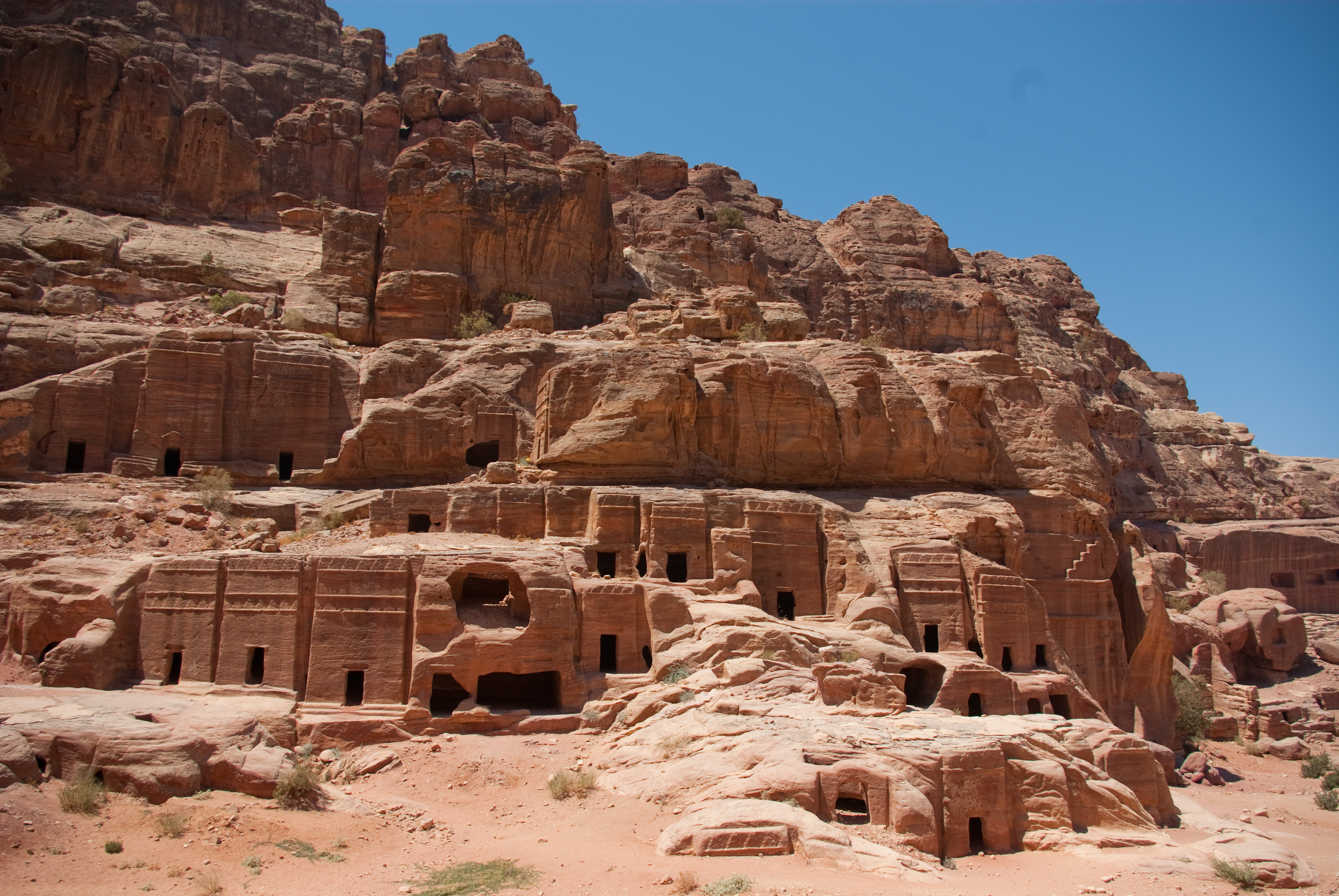

## وصلات خارجية
- فيديو ثلاثي الأبعاد يحاكي تصميم قبور شارع الواجهات
- فيديو من داخل شارع الواجهات بالبتراء
- فيديو فائق الدقة - HD من داخل الشارع